# Parfondrupt
Parfondrupt település Franciaországban, Meuse megyében. Lakosainak száma 42 fő (2022. január 1.). Parfondrupt Buzy-Darmont, Hennemont, Pareid, Saint-Jean-lès-Buzy és Villers-sous-Pareid községekkel határos.

## Népesség
A település népességének változása:
| Lakosok száma | 87   | 65   | 48   | 51   | 51   | 48   | 45   | 43   | 43   | 42   |
|               | 1968 | 1982 | 1990 | 2006 | 2013 | 2015 | 2017 | 2019 | 2020 | 2022 |